# Osiedle Kormoran
Kormoran – osiedle (jednostka pomocnicza gminy), stanowiące część oficjalnego podziału administracyjnego Olsztyna. Drugie pod względem liczby ludności i gęstości zaludnienia osiedle Olsztyna. Zabudowę stanowią głównie 11-piętrowe wielkopłytowce budowane w latach 70., 80. i wczesnych latach 90. XX wieku, w kilku miejscach zabudowa blokami 4-piętrowymi.
Z osiedla Kormoran pochodzą olsztyńskie zespoły muzyczne: Vader, Wierni.

## Granice osiedla
- od północy: Aleją Marszałka J. Piłsudskiego północną stroną od nr porządkowego 55 w kierunku południowo-wschodnim przez plac Inwalidów Wojennych i dalej do skrzyżowania z ul. W. Leonharda i kard. S. Wyszyńskiego i graniczy z południową stroną osiedla Pojezierze.
- od wschodu: od skrzyżowania al. Marszałka J. Piłsudskiego z ul. kard. S. Wyszyńskiego w kierunku  południowo-wschodnim  i  skrajem  ul. kard. S. Wyszyńskiego do ul. Pstrowskiego i przecina ją, graniczy z zachodnią stroną osiedla Mazurskiego.
- od południa: od skrzyżowania ul. kard. S. Wyszyńskiego z ul. Pstrowskiego w kierunku północno-zachodnim, południowym skrajem ul. Pstrowskiego biegnie do skrzyżowania z ul. R. Mielczarskiego i graniczy z północną stroną osiedla Nagórki i wschodnią stroną osiedla Kościuszki.
- od zachodu: granica przebiega w kierunku północnym od ul. Pstrowskiego do ul. Żołnierskiej, przecina ją na wysokości numeracji porządkowej 18 parzyste i 17 nieparzyste, dalej osią ul. Obiegowej do al. Marszałka J. Piłsudskiego i przecina ją na  wysokości numeracji porządkowej 44 parzyste i 53 nieparzyste do punktu wyjścia i graniczy ze wschodnią stroną osiedla Kościuszki.

## Ważniejsze obiekty
- Wojewódzki Szpital Specjalistyczny
- Wojewódzki Specjalistyczny Szpital Dziecięcy
- Dom Kultury Agora
- Hala Urania
- Zespół Szkół Ogólnokształcących nr 2 (IV Liceum Ogólnokształcące im. Marii Skłodowskiej-Curie i Gimnazjum nr 4)
- Zespół Szkół Gastronomiczno-Spożywczych
- Szkoła Podstawowa nr 22
- Przedszkole Britannica
- Zespół Placówek Specjalnych
- Przedszkole Miejskie Nr 20
- Przedszkole Miejskie Nr 24
- Przedszkole Miejskie Nr 38
- Szkoła Podstawowa nr 2

## Komunikacja

### Ulice
Główną ulicą osiedla jest ul. Dworcowa, przebiegająca w połowie swej długości przez osiedle Kormoran. Samo osiedle jest zawarte między ulicami: Pstrowskiego, Wyszyńskiego i Piłsudskiego. Do centrum Olsztyna dostać się można zarówno ul. Żołnierską, która podobnie jak ul. Dworcowa przebiega w swej znacznej części przez Kormoran, jak i al. Piłsudskiego.

### Komunikacja miejska
Przez teren osiedla przebiegają trasy 11 linii dziennych oraz jednej nocnej: 103, 105, 106, 107, 111, 113, 117, 120, 121, 131, 304 oraz N01, a nieopodal przebiegały również trasy linii 116, 126, 128 oraz 305. Pierwszy autobus MPK pojawił się na Kormoranie w 1968 roku. Był to pojazd linii numer 5, jeżdżący wówczas z Osiedla Mazurskiego do Dworca Głównego PKP.